# Eselsohr (Zeitschrift)
Eselsohr ist der Titel einer Fachzeitschrift für Kinder- und Jugendmedien (ISSN 0178-0905). Die erstmals 1982 erschienene Zeitschrift wurde von den Journalistinnen Iris Schürmann-Mock und Gabriela Wenke gegründet. Geplant war sie als Pressedienst, um die Presse über Kinder- und Jugendmedien mit dem Schwerpunkt Literatur zu informieren und ihnen Rezensionen, Porträts, Interviews und Berichte zu Preisen, Veranstaltungen u. a. zum Abdruck anzubieten. Wegen der großen Resonanz aus der Fachwelt erweiterte sich der Kreis der Abonnenten sehr bald, so dass das Eselsohr nach kurzer Zeit zur Fachzeitschrift wurde. Die Gründerinnen legten von Anfang an großen Wert auf Unabhängigkeit. Das trug ebenso zum Ruf der Zeitschrift bei wie die Tatsache, dass namhafte Personen aus Wissenschaft und Buchwelt für sie Berichte verfassten. Dazu gehörten unter anderen die Wissenschaftler Malte Dahrendorf und Jens Thiele, der Spielekritiker Bernward Thole, Peter Tange, Leiter des Bilderbuchmuseum, die Musikpädagogin Dorothée Kreusch-Jakob sowie viele bekannte Kinderbuchautorinnen und -autoren. Redaktionssitz war Mainz mit einem Bonner Außenbüro. Gabriela Wenke und Iris Schürmann Mock leiteten die Redaktion als gleichberechtigte Herausgeberinnen und Chefredakteurinnen. Nach vier Jahren schied Iris Schürmann-Mock aus, Gabriela Wenke führte die Zeitschrift noch über zwanzig Jahre weiter.
Das Eselsohr erscheint monatlich im Verlag Leseabenteuer GmbH mit einer Auflage von 3000 Stück. In den Monaten März und Oktober wird die Auflage anlässlich der Leipziger Buchmesse und der Frankfurter Buchmesse auf 5000 erhöht.
Die Zeitschrift veröffentlicht Rezensionen in den Sparten Bilderbuch, Kinderbuch, Jugendbuch, Sachbuch, Berichte aus der Kinder- und Jugendliteraturszene, Porträts und Interviews zu aktuellen Trends und Themen. Adressaten der Zeitschrift sind Literaten und Literaturvermittler.
Die Zeitschrift wird in mehreren öffentlichen Bibliotheken archiviert. 2017 wurde sie mit dem avj medienpreis ausgezeichnet.